# Longirod
Longirod é uma comuna da Suíça, situada no distrito de Nyon, no cantão de Vaud. Tem 9,48 km² de área e sua população em 2018 foi estimada em 478 habitantes.